# Leisure Suit Larry

Обложка локализованной игры Leisure Suit Larry 7: Love for Sail!

Leisure Suit Larry (официальное русское название — Ларри в выходном костюме) — серия приключенческих компьютерных игр для взрослых с элементами эротики, созданных Элом Лоу в Sierra On-Line. Первая игра серии вышла в 1987 году.
Главный герой игры по имени Ларри Лаффер — лысеющий, придурковатый, говорящий двусмысленностями, одетый в полиэстеровый костюм (англ. Leisure Suit), но всё же чем-то симпатичный неудачник, в свои 40 лет проводящий бо́льшую часть времени в (обычно неудачных) попытках соблазнения привлекательных женщин.

## Общее представление о серии
Серия, основанная на идеях игры Softporn Adventure (одной из первых игр Sierra, выпущенной ещё в 1981 году), стала одной из самых популярных игровых серий во времена расцвета приключенческих игр и до сих пор остаётся известной среди поклонников жанра. Эта игровая серия стоит особняком среди других классических серий от Sierra, поскольку это единственные изданные компанией игры с элементами эротики и явным сексуальным подтекстом.
Обычное содержание игры составляют похождения Ларри, в процессе которых он пытается (обычно безуспешно) соблазнить молодых (но совершеннолетних) симпатичных девушек. Во всех играх Ларри «исследует» различные роскошные отели и лайнеры, пляжи, курорты и обязательно казино. Отличительной чертой Ларри является манера представляться: «Привет, меня зовут Ларри; Ларри Лафер» (англ. «Hi, my name is Larry; Larry Laffer», видимо, попытка подражания Джеймсу Бонду).
После успешного выхода первой игры, серия — несмотря на некоторую скандальную известность из-за своего пошловатого содержания — начала приобретать определённую репутацию, поскольку отнюдь не выпячивала свою неприлично-эротическую составляющую. Это стало ещё более заметно к середине серии, когда на рынке появилось больше оригинальных игр с пикантным содержанием. В большинстве случаев, неприличные моменты были скрыты программистами в пасхальных яйцах. К концу серии, особенно к последней игре серии Leisure Suit Larry 7: Love for Sail!, количество пикантных моментов стало возрастать. В рецензии для журнала Amiga Computer Джонатан Мэддок высказался относительно уровня непристойности серии:

Честно говоря, игры про Ларри не настолько уж неприличные. Первая игра была довольно пошлой, но сцены секса там довольно старомодные, и в целом там нет ничего, чего не напечатали бы на третьей странице в the Sun
Оригинальный текст (англ.)Now to be honest, the Larry games aren't really that dirty. The first game was fairly smutty, but the sex scenes were fairly naff and you didn't see anything that you wouldn't see on page three of the Sun— Amiga Computing
Первая игра серии была создана на игровом движке AGI, последующие, включая VGA ремейк первой части, на различных версиях SCI.

### Проверка на «взрослость»
Вследствие «пикантного» характера игр, первая и третья игры серии содержали систему определения возраста игрока, представляющую собой тест из серии вопросов (в основном, по культуре и политике), ответы на которые, по идее авторов, должны знать только взрослые. Из-за того, что большинство вопросов были тесно связаны со знанием американских культурных реалий, игроки из других стран испытывали трудности с прохождением теста. Впрочем, любой, даже самый неискушённый подросток мог пройти проверку, вооружившись терпением и листком бумаги («проверку на взрослость» можно пропустить, нажав Alt+X в первой игре, или Ctrl+Alt+X в третьей игре).

### Последние игры серии

Проверка возраста в «Ларри 1»

Игры, разработанные после ухода из Sierra её основателя Кена Уильямса и без участия создателя серии Эла Лоу или кого-либо из прежней команды разработчиков, сами создатели не причисляют к оригинальной, считая их абсолютно не соответствующими «канону». По поводу вышедшей в 2004 году Leisure Suit Larry: Magna Cum Laude Эл Лоу написал на своём сайте следующее:

Ларри схватили агенты КГБ (скриншот из Ларри 2)

«Это не Ларри 8! Хотя VU называет её игрой из серии „Ларри в выходном костюме“, сам Ларри в выходном костюме выступает в ней лишь как приглашённая звезда в роли „закадрового помощника“. Это не приключенческая игра. Там нет настоящих головоломок, нет интерактивных диалогов, нет рассказчика, нет проработанных персонажей и почти нет сюжета. Большинство диалогов бездушны и банальны. В первой сцене игры больше нецензурщины, чем во всех играх о Ларри вместе взятых. Женщины ругаются как матросы, причём без подобающих костюмов. Судя по тому, как часто повторяется слово на „F“, авторы явно использовали макрос. Многочисленные вставки демонстрируют низкопробные фотографии студенток колледжа средней привлекательности, выглядящих не столько сексуально, сколько не в своей тарелке, будто пришли отмечать Хэллоуин на кладбище!»
В 2009 году вышла Leisure Suit Larry: Box Office Bust. Игра получила очень низкую оценку критиков и собрала несколько «призов» как худшая игра 2009 года.

### Мобильная реинкарнация
В марте 2007 года было объявлено о выходе Leisure Suit Larry: Love for Sail! для мобильных телефонов. Вивенди назвала эту игру «возвращением к корням», добавляя, что мобильная версия «предоставит множество вариантов взаимодействия с игровой средой, и наконец удовлетворит многолетнее ожидание мобильных игроков, мечтавших о возвращении приключенческой игры о Ларри на мобильные телефоны, полностью соответствующей исходной серии игр».
27 июля 2007 года игра Leisure Suit Larry Love for Sail для мобильных поступила в продажу (разработчик — компания The Mighty Troglodytes). Несмотря на название, совпадающее с названием 7-й части, игра не является её ремейком. Она имеет самостоятельный сюжет и является классическим двухмерным квестом со всеми его атрибутами: инвентарём и сбором предметов, диалогами, иконками действий и локациями. Как и Magna Cum Laude, эта игра была создана без участия Эла Лоу или кого-либо из прежней команды. Хотя главным героем является Ларри Лафер, а не его племянник Ловедж из Magna Cum Laude, мобильная инкарнация Ларри, по мнению рецензентов, не дотягивает до уровня оригинальной серии игр: игра получилась слишком поверхностной, юмор серии почти не сохранился, как квест игра слишком «механическая» — обычно есть только один предмет и один вариант его использования. Хотя у неё был бы шанс, если бы «кто-то потратил время и силы на создание более интересной и сложной, более утончённой приключенческой игры».

### HD-ремейк первой части
10 октября 2011 года Эл Лоу сообщил, что компания Replay Games, основанная выходцами из Sierra Online (генеральный директор — коллега Лоу по Sierra Пол Троу — Paul Trowe), начала разработку HD-ремейка первой части серии: Leisure Suit Larry in the Land of the Lounge Lizards
. Replay Games выкупила права на Ларри, и кроме первой части, планирует переиздать все шесть игр. Сообщалось, что сам Лоу прервал ради этого свой пенсионный отдых и принимает в разработке непосредственное участие.
Почти полгода после анонса какие-либо новости об игре отсутствовали. Однако 3 апреля 2012 года Лоу сообщил, что проект собирает деньги фанатов на сайте Kickstarter, целевая сумма в 500 тысяч долларов позволит игре обойтись без издателя. В первые 12 часов было собрано более 70 тысяч. Игра вышла 27 июня 2013 года под названием Leisure Suit Larry: Reloaded.

## Приключенческие игры
- Leisure Suit Larry in the Land of the Lounge Lizards (с англ. — «Ларри в выходном костюме в стране альфонсов-подхалимов»; 1987 — переиздана в VGA в 1991)
- Leisure Suit Larry Goes Looking for Love (in Several Wrong Places) или Leisure Suit Larry 2 (с англ. — «Ларри в выходном костюме отправляется искать любовь (в неподходящих местах)»; 1988)
- Leisure Suit Larry 3: Passionate Patti in Pursuit of the Pulsating Pectorals (с англ. — «Ларри в выходном костюме 3: страстная Пэтти в погоне за мышцами грудной клетки»); (1989)
- Leisure Suit Larry 5: Passionate Patti Does a Little Undercover Work (с англ. — «Ларри в выходном костюме 5: страстная Пэтти на работёнке под прикрытием»); (1991)
- Leisure Suit Larry 6: Shape Up or Slip Out! (с англ. — «Ларри в выходном костюме 6: приведи себя в форму или слейся!»; 1993 — CD версия с более детальной графикой и озвученными персонажами в 1994)
- Leisure Suit Larry: Love for Sail! (с англ. — «Ларри в выходном костюме: любовь по мореплаванию!»; 1996, 2004 — в официальной русской локализации, 2007 — порт для мобильных устройств)
- Leisure Suit Larry: Magna Cum Laude (с англ. — «Ларри в выходном костюме: Кончить с отличием»; 2004)
- Leisure Suit Larry: Box Office Bust (с англ. — «Ларри в выходном костюме: провал бокс-офиса»; 2009)
- Leisure Suit Larry: Wet Dreams Don’t Dry (2018)
- Leisure Suit Larry: Wet Dreams Dry Twice (2020)

## Другие программные продукты
- Лаффер утилиты (англ. The Laffer Utilities; 1992) Пародия на пакет Norton Utilities от компании Symantec.
- Ежедневник от Ларри в выходном костюме (англ. Leisure Suit Larry's Datebook; 1992) Упоминается в каталоге Сьерра за 1992 год: «Ларри заговорил! Избранные кадры из Ларри всплывут на экране в нужный момент, чтобы напомнить Вам о встречах, днях рождения, рабочем расписании и гигиене жёсткого диска! Позвольте Ларри привести в порядок Вашу жизнь. Что, испугались?», однако, реально никогда не издавался. На самом деле, Эл Лоу, по его словам, даже не догадывался о существовании такого продукта и не планировал его делать.
- Казино Ларри в выходном костюме (англ. Leisure Suit Larry's Casino; 1998) Автономная однопользовательская, офлайновая версия «Ларрилэнда» из ImagiNation Network, американской онлайновой игровой сети первой половины 1990-х. Последний продукт от Эла Лоу в Сьерра.
- Пляжный волейбол в бикини от Ларри в выходном костюме (англ. Leisure Suit Larry Bikini Beach Volley; (2006) Пляжный волейбол в бикини для мобильных телефонов[15].

## Отменённые игры
- Ларри в выходном костюме 4: Потерянные дискеты (англ. Leisure Suit Larry 4: The Missing Floppies) Вымышленное название; игра существовала только в теории, никогда не было даже игровой концепции[16].
- Ларри в выходном костюме 8: Неутолимое космическое желание[17] (англ. Leisure Suit Larry 8: Lust in Space) — начало этой истории (с похищением Ларри инопланетянами с корабля) показывают в скрытом финале седьмой части.
- Ларри в выходном костюме: Карманная партия (англ. Leisure Suit Larry: Pocket Party).
- Ларри в выходном костюме: Масло какао (англ. Leisure Suit Larry: Cocoa Butter).

## Сборники
- Ларри тройной комплект (1991) (англ. Leisure Suit Larry: Larry 3-Pack ): сборник включал три первых игры сериала, доступных в то время.
- Взлёты и падения Ларри в выходном костюме (1994) (англ. Leisure Suit Larry's Greatest Hits & Misses): сборник на одном компакт-диске содержал все игры серии до Larry 6 включительно, Лафер утилиты и оригинальную версию Softporn Adventure, а также вышедшую ограниченным тиражом Официальную книгу Ларри в выходном костюме.
- Ларри в выходном костюме: Коллекционная серия (1997) (англ. Leisure Suit Larry: Collection Series): сборник на 2-х CD содержал всё, что и предыдущие сборники, плюс озвученную версию Larry 6, предварительный обзор Larry 7 и Larry’s Big Score: Pinball.
- Ларри в выходном костюме: Окончательный комплект удовольствий (2000) (англ. Leisure Suit Larry: The Ultimate Pleasure Pack): сборник на 4-х CD опять включал в себя содержимое предыдущего комплекта, плюс Казино Ларри в выходном костюме 1998 года и полную версию Ларри в выходном костюме 7: Любовь под Парусами.
- Сборник Ларри в выходном костюме (2006) (англ. Leisure Suit Larry Collection): этот сборник вместо того, чтобы собрать все предыдущие игры серии, адаптированные для запуска под Windows 2000/Windows XP, содержал только с 1-го по 6-й Ларри (кроме EGA-версии Ларри 1). Эл Лоу предположил на своём сайте, что Вивенди исключила Ларри 7 из сборника из-за скрытого варианта концовки, опасаясь получить рейтинг «только для взрослых». Почему потерялась EGA-версия Ларри 1, неизвестно.

## Другие продукты
- Официальная книга Ларри в выходном костюме (англ. The Official Book Of Leisure Suit Larry: 1990): написана Элом Лоу и Ральфом Робертсом (англ. Ralph Roberts), содержит дополнительную информацию и полезные советы (книга, подобно другим подобным изданиям от Сьерры, таким как The King’s Quest Companion, периодически исправлялась и дополнялась, таким образом существует вторая (1991), третья (1993) и четвёртая (1997) редакции)[18].
- Авторизованное нецензурированное лёгкое чтение Ларри в выходном костюме (англ. The Authorized Uncensored Leisure Suit Larry Bedside Companion; 1990): написана Питером Спиром (англ. Peter Spear), содержит сюжеты первых трёх игр, подробное прохождение игр, список действий, вознаграждаемых очками, а также карты игровых локаций.

## Локализация

Логотип локализаторов Taralej & JaboCrack из VGA-версии «Ларри 1»

Из-за того, что Ларри постоянно говорит двусмысленностями, а иногда каламбурами, адекватный перевод игровых текстов серии на русский язык, составляющий основную часть работы по локализации приключенческих игр, представляет собой нетривиальную задачу. Другую проблему представляют западные культурные реалии, совершенно незнакомые российским игрокам. Даже названия игр обычно основаны на игре слов, которую фактически невозможно перевести. Например, название «Leisure Suit Larry 7: Love for Sail!», представляющее собой каламбур (Sail — «парус», Sale — «продажа»), было переведено как «Ларри в выходном костюме 7: Любовь под Парусами» (другой вариант — «…Любовь на продажу!», или даже «…Секс под парусом»). Само название «Leisure Suit» (дословно англ. костюм для досуга) для западного человека однозначно соответствует определённому типу костюма, обычно из полиэстера, вышедшему из моды ещё в конце 1970-х.
Переводом первой игры серии, Leisure Suit Larry I: In the Land of the Lounge Lizards (точнее её VGA-версии) занималась группа программистов и локализаторов из Ростова-на-Дону «Taralej & Jabocrack Software», известная в начале 1990-х своими качественными переводами игровой классики. По мнению любителей квестов, Taralej & Jabocrack сделали отличный перевод игры, максимально понятный и смешной для русскоязычного игрока («проверка на взрослость», предшествующая запуску игры, также была переведена и адаптирована).
Первая локализация Leisure Suit Larry 7: Love for Sail!, включавшая, помимо адекватного перевода и адаптации игровых шуток, талантливое озвучивание персонажей, была также положительно принята российскими игроками. Локализацию делала фирма CDS Ltd. из Новосибирска, до этого сделавшая хороший перевод Leisure Suit Larry 6: Shape Up or Slip Out!, (переводчик — Анатолий Смелков). Игра была издана фирмой Акелла.

## Интересные факты
- В 1993 году вышла игра Freddy Pharkas: Frontier Pharmacist), разработанная Элом Лоу и Джошем Менделем (англ. Josh Mandel), одним из второстепенных персонажей которой был «Цирконовый Джим» Лафер (англ. «Zircon Jim» Laffer) — прапрадедушка Ларри Лафера. В игре можно даже попытаться застрелить прапрадедушку. Однако игра не давала этого сделать, объясняя, хотя «это превосходная идея», смерть Джима не позволит родиться его внуку Ларри, и это вовлечёт фирму Сьерра в пространственно-временной парадокс, из которого ей не выбраться.
- Эл Лоу в одном из интервью журналу Retro Gamer упомянул, что русский консультант по компьютерам однажды сказал ему, что Ларри был настолько распространён в России, что рассматривался некоторыми как часть операционной системы DOS[2].